# Carol Forman

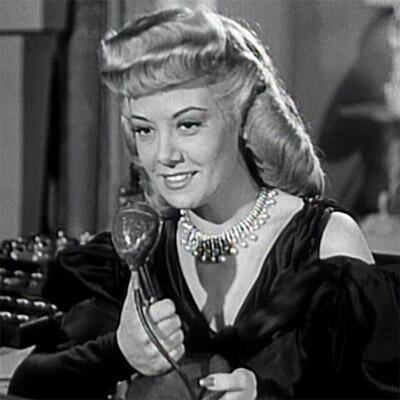
Carol Forman Superman (1948)

Carol Forman (* 19. Juni 1918 in Epes, Alabama, Vereinigte Staaten als Maude Carolyn Sawls; † 9. Juli 1997 in Burbank, Kalifornien, Vereinigte Staaten) war eine US-amerikanische Schauspielerin.

## Leben
Carol Forman wurde 1918 in Epes, im US-Bundesstaat Alabama geboren. Sie war das älteste von zwei Kindern von Edward D. Sawls, einem Simmermann, und seiner Frau Annabelle Fleming. Ihr Interesse an der Schauspielerei begann schon als Jugendliche. Mit sechs Jahren spielte sie bereits in Schulaufführungen mit. Während ihrer gesamten Highschool-Zeit spielte sie weiterhin als Schauspielerin. Als Teenager zog sie nach Memphis. Dort arbeitete sie als Kosmetikverkäuferin. Dort lernte sie 1940 ihren ersten Mann, Robert D. Forman, kennen und heiratete ihn. Die Ehe hielt jedoch nicht lange.
Mitte der 1940er Jahre zog Forman nach Kalifornien. Während sie in kleinen Gemeinschaftstheatern in meist unsympathischen Rollen spielte, wurde sie von einem Talentscout von RKO Pictures entdeckt. 1946 nahm RKO sie unter Vertrag. Bis zuletzt 1967 spielte sie in mehr als zwei Dutzend Produktionen für Film und Fernsehen mit.
Sie starb am 9. Juli 1997 in Burbank, Kalifornien, eines natürlichen Todes.

## Filmografie
- 1946: Morgen und alle Tage (From This Day Forward)

- 1946: Nocturne

- 1946: The Falcon’s Adventure

- 1946: San Quentin

- 1947: Code of the West

- 1947: Honeymoon

- 1947: In der Klemme (Desperate)

- 1947: Under the Tonto Rim

- 1947: The Black Widow

- 1947: Brick Bradford

- 1948: Docks of New Orleans

- 1948: Im Netz der Schwarzen Spinne (Superman)

- 1948: The Mozart Story

- 1948: The Feathered Serpent

- 1949: Federal Agents vs. Underworld, Inc

- 1949: Brothers in the Saddle

- 1951: Oh! Susanna

- 1952: Blackhawk
- 1952: The Miraculous Blackhawk: Freedom’s Champion

- 1953: By the Light of the Silvery Moon

- 1961: Ada